# Jerzy Vetulani

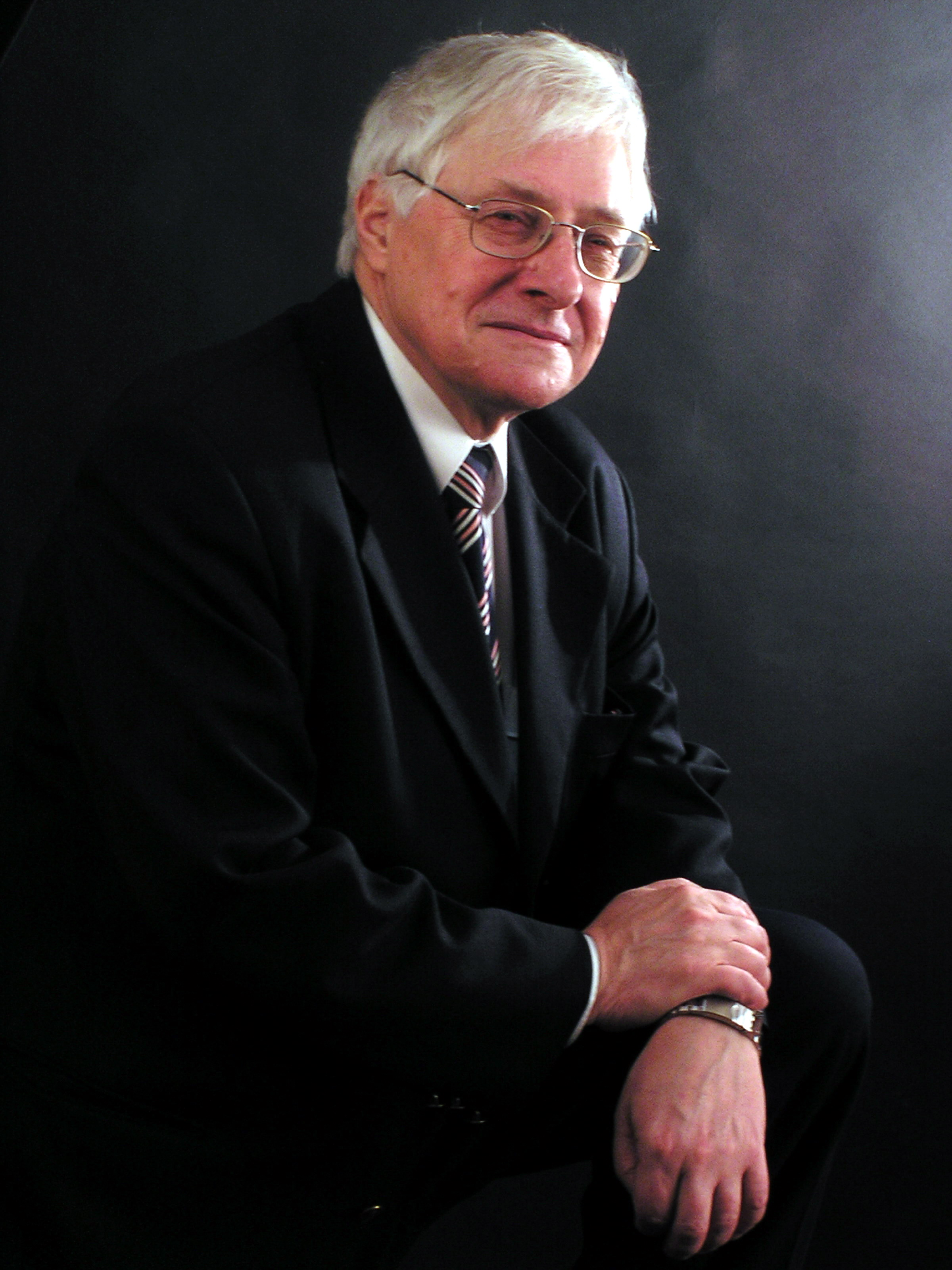
Jerzy Vetulani

Jerzy Vetulani (* 21. Januar 1936 in Kraków; † 6. April 2017 ebenda) war ein polnischer Biochemiker, Psychopharmakologe und Neurobiologe.

## Leben
Er war der Sohn von Adam Vetulani und Irena Latinik-Vetulani. Er war ein Enkel von Franciszek Latinik.
Er erhielt den Anna-Monika Prize (1982/1983), das Goldene Verdienstkreuz der Republik Polen und war Ritter des Orden Polonia Restituta.
Während seiner letzten Lebensjahre war er ein lautstarker Vertreter der Forderung nach Freigabe von Marihuana und anderen Drogen für volljährige Personen.
Nachdem er am 2. März 2017 auf dem Heimweg von seinem Arbeitsplatz von einem Fahrzeug angefahren worden war, wurde er im Krakauer Universitätskrankenhaus auf Grund seiner schweren Verletzungen in ein „Künstliches Koma“ versetzt. Er verstarb später im selben Krankenhaus.